# Comcast
Comcast Corporation es un conglomerado mediático estadounidense que ofrece televisión por cable, Internet y telefonía a clientes residenciales y comerciales ubicados en 40 estados y en el Distrito de Columbia. Sus oficinas corporativas se encuentran en Filadelfia, Pensilvania.
Es la cuarta mayor empresa de radiodifusión y televisión por cable del mundo por ingresos (detrás de China Mobile, Verizon y AT&T). Así mismo, es la tercera mayor empresa de televisión de pago, la segunda mayor empresa de televisión por cable por suscriptores y el mayor proveedor de servicios de Internet doméstico de Estados Unidos. En 2023, la empresa ocupó el puesto 51 en la lista Forbes Global 2000. Como propietario de la compañía multinacional de medios de comunicación NBCUniversal desde 2011, Comcast es productor de películas destinadas a ser exhibidas en cines y programación de televisión por cable y TV abierta, así como es operador de parques temáticos. Es la cuarta empresa de telecomunicaciones más grande del mundo por ingresos.
Comcast posee y opera Xfinity, proveedor de servicios a clientes residenciales; Comcast Business, que presta servicios a clientes corporativos; Xfinity Mobile y MVNO de Verizon. La empresa además es dueña, mediante su subsidiaria NBCUniversal, de cadenas de televisión abierta nacionales como NBC y Telemundo, varios canales exclusivos de operadores de pago como: MSNBC, CNBC, USA Network, Syfy, Oxygen, Bravo y E!, entre otros; el estudio de cine Universal Pictures, el servicio de streaming Peacock; los estudios de animación DreamWorks Animation, Illumination, y Universal Animation Studios y la división de parques temáticos y resorts Universal Parks & Resorts.
Comcast y Charter Communications firmaron un acuerdo para llevar a cabo conversaciones exclusivas con Sprint Corporation a finales de junio de 2017. Desde octubre de 2018, mediante una venta relacionada con la adquisición de 21st Century Fox por Disney, también es la matriz de la empresa paneuropea de medios de comunicación masiva Sky. Para 2019 Comcast alcanzó un valor en el mercado de $192.000 millones, situándose solo detrás de Disney como la empresa más valiosa de medios y entretenimiento en el mundo.
Comcast es objeto de críticas y de un intenso escrutinio público por diversas razones. Sus índices de satisfacción del cliente se encontraban entre los más bajos de la industria del cable durante los años 2008-2010. Ha violado las prácticas de neutralidad en el pasado y, a pesar de su compromiso con una definición estrecha de neutralidad de la red, Los críticos abogan por una definición que excluya cualquier distinción entre los servicios de red privada de Comcast y el resto de Internet. Los críticos también señalan la falta de competencia en la gran mayoría de las áreas de servicio de Comcast; en particular, la competencia limitada entre los proveedores de cable. Dado su poder de negociación como gran proveedor de servicios de Internet, algunos sospechan que podría aprovechar los acuerdos de intercambio de datos pagos para influir injustamente en las velocidades de conexión de los usuarios finales. Su propiedad tanto de la producción de contenidos (en NBCUniversal) como de la distribución de estos (como proveedor de servicios de Internet) ha suscitado preocupaciones antimonopolio. Estos problemas y otros llevaron a que Comcast fuera calificada por The Consumerist como «La peor empresa de Estados Unidos» en 2010 y 2014.

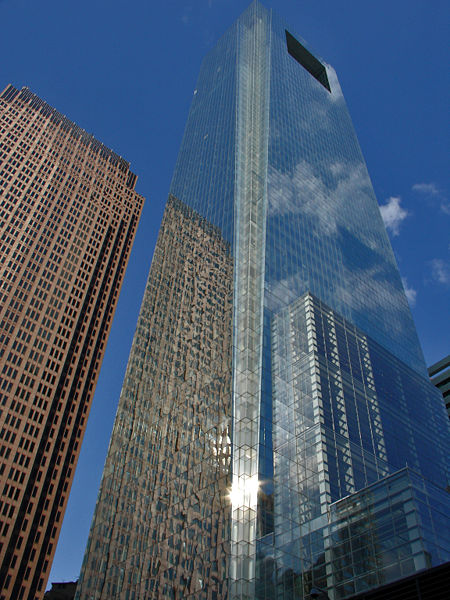
Comcast Center, la sede de Comcast.

## Descripción

### Liderazgo
Comcast se describe a veces como una empresa familiar. Brian J. Roberts, Presidente y CEO de Comcast, es hijo del cofundador Ralph Roberts. Brian posee o controla algo más del 1% de todas las acciones de Comcast pero todos los de la clase B supervoting acciones, lo que le da un "poder de voto del 33% undilutable cargo de la empresa". La experta legal Susan P. Crawford ha dicho esto le da "control efectivo sobre cada paso de Comcast".  En 2010, fue uno de los ejecutivos mejor pagados en el país, con una indemnización total de alrededor de $31 000 000 de dólares.

### Las oficinas corporativas
Comcast tiene su sede en Filadelfia, Pensilvania, y también cuenta con oficinas corporativas en Atlanta, Detroit, Denver, Mánchester, Nueva Hampshire y Nueva York. El 3 de enero de 2005, Comcast anunció que se convertiría en el inquilino ancla en el nuevo Comcast Center en el centro de Filadelfia. El rascacielos, con 975 pies (297 m), es el edificio más alto en Pensilvania. Comcast inició la construcción de un segundo rascacielos de 1121 pies (342 m), justo al lado de la sede original de Comcast, en el verano de 2014.

### Relaciones con los empleados
La compañía es a menudo criticada tanto por los medios de comunicación como por su propio personal por sus políticas menos duraderas con respecto a las relaciones con los empleados. Una publicación de Reddit de 2012 escrita por un empleado anónimo del centro de llamadas de Comcast que estaba ansioso por compartir sus experiencias negativas con el público, recibió atención de publicaciones como The Huffington Post. Una serie de investigación de 2014 publicada por The Verge incluyó entrevistas con 150 empleados de Comcast. Trató de examinar por qué la compañía ha sido tan ampliamente criticada por sus clientes, los medios de comunicación e incluso miembros de su propio personal. La serie afirmó que parte del problema es interno y que el personal de Comcast soporta políticas corporativas irrazonables. Según el informe: «el servicio al cliente ha sido reemplazado por una obsesión con las ventas; los técnicos no cuentan con suficiente personal, mientras que el soporte técnico está poco capacitado, y la compañía se ve afectada por la fragmentación interna». Un artículo ampliamente leído escrito por un empleado del centro de llamadas anónimo que trabaja para Comcast apareció en noviembre de 2014 en Cracked. Titulado «Cinco pesadillas que vives mientras trabajas para la peor compañía de los Estados Unidos», el artículo también afirma que Comcast está obsesionado con las ventas, no capacita a sus empleados adecuadamente y concluyó que «el sistema hace que un buen servicio al cliente sea imposible».
Comcast también ha ganado una reputación de ser antisindical. Según uno de los manuales de capacitación de la empresa, «Comcast no siente que la representación sindical sea el mejor interés de sus empleados, clientes o accionistas». Una disputa en 2004 con CWA, un sindicato que representa a muchos empleados de Comcast de oficinas en Beaverton, Oregón, condujeron a las acusaciones de la gestión de intimidar a los trabajadores, que tengan que asistir a reuniones antisindicales y acción disciplinaria injustificada para los miembros del sindicato. En 2011, Comcast recibió críticas del Sindicato de Guionistas de Estados Unidos por su política en cuanto a sindicatos.
A pesar de estas críticas, Comcast había sido clasificado altamente en pocas listas de «mejores lugares para trabajar». En 2009, fue incluido en la revista CableFax «Top 10 mejores lugares de cable para trabajar», que citó su «escala, con experiencia y visión". Del mismo modo, el Philadelphia Business Journal otorgó a Comcast la medalla de plata entre las compañías extragrandes de Filadelfia, y la medalla de oro fue para la organización asociada, Comcast-Spectacor. The Boston Globe descubrió que Comcast era el mejor lugar para trabajar en esa ciudad en 2009. La diversidad de los empleados también es un atributo sobre el cual Comcast recibe fuertes calificaciones. En 2008, la revista Black Enterprise clasificó a Comcast entre las 15 mejores empresas por su diversidad en la fuerza laboral. Comcast también fue nombrado "Top 2014 Workplace" por The Washington Post en su artículo anual. La Campaña por los Derechos Humanos le ha dado a Comcast un 100% en el Índice de Igualdad Corporativa y uno de los mejores lugares para que las personas de la comunidad LGBT trabajen.

### Resultados financieros
El valor en libros de la compañía casi se duplicó de $ 8.19 de dólares estadounidenses por acción en 1999 a $15 dólares por acción en 2009. Los ingresos crecieron seis veces entre 1999 y los $6000 millones de dólares estadounidenses a casi $36,000 millones de dólares en 2009. El margen de beneficio neto aumentó de 4,2% en 1999 al 8,4% en 2009, con la mejora de los márgenes de explotación del 31% y el rendimiento de la duplicación de capital a 6,7% en el mismo lapso. Entre 1999 y 2009, el rendimiento del capital casi se triplicó a 7%. Comcast informó para el primer trimestre de 2012 un aumento en el beneficio de un 30% debido al aumento de clientes de Internet de alta velocidad. En febrero de 2014, Comcast generó $1,1 mil millones de dólares en ingresos durante el primer trimestre debido a los Juegos Olímpicos de Sochi.

### El cabildeo y recaudación de fondos electorales
Con $18.8 millones de dólares estadounidenses gastados en 2013, Comcast tiene el séptimo presupuesto de cabildeo más grande de cualquier compañía u organización individual en los Estados Unidos. Comcast emplea a varios ex congresistas de los Estados Unidos como cabilderos. La Asociación Nacional de Telecomunicaciones y Cable, que tiene varios ejecutivos de Comcast en su junta directiva, también representa a Comcast y otras compañías de cable como la quinta organización de cabildeo más grande en los Estados Unidos, gastando $19.8 millones en 2013. Comcast fue uno de los principales patrocinadores de la presidencia de Barack Obama, con el vicepresidente de Comcast, David Cohen, recaudando más de $2.2 millones de dólares desde 2007 hasta 2012. Muchas fuentes han calificado a Cohen como influyente en el gobierno de los Estados Unidos, aunque ya no es un cabildero registrado, ya que el tiempo que pasa en cabildeo no llega ni al 20% que requiere el registro oficial. El Comité de Acción Política (Por sus siglas en inglés PAC) de Comcast Corporation y NBCUniversal Political Action Committee, se encuentra entre los PAC más grandes de los EE. UU., recaudando alrededor de $3.7 millones de dólares desde 2011 hasta 2012 para las campañas de varios candidatos a cargos en el Gobierno Federal de los Estados Unidos. Comcast también es un importante patrocinador del Comité de Acción Política de la Asociación Nacional de Cable y Telecomunicaciones, que recaudó $2.6 millones de dólares de 2011 a 2012. Comcast gastó la mayor cantidad de dinero de cualquier organización en apoyo de las facturas de Stop Online Piracy y PROTECT IP, gastando aproximadamente $5 millones de dólares para cabildear por su paso.
Comcast también respalda el cabildeo y los PAC a nivel regional, organizaciones de respaldo como la Asociación de Telecomunicaciones y Cable de Tennessee y la Asociación de Comunicaciones de Banda Ancha del PAC de Washington. Comcast y otras compañías de cable han presionado a los gobiernos estatales para que promulguen leyes que restrinjan o prohíban a las ciudades individuales ofrecer servicios públicos de banda ancha. Se han aprobado restricciones de banda ancha municipales de diverso alcance en un total de 20 estados de los Estados Unidos.

### Filantropía
Comcast opera la mayoría de sus programas filantrópicos a través de su rama benéfica, la Fundación Comcast. La organización, particularmente, se centra en los grupos minoritarios, como el Consejo Hispano Nacional de la Raza. En 2014, la fundación informó subvenciones que suman más de $591.000 a organizaciones no lucrativas en partes de Pensilvania, Ohio, Maryland, y Virginia Occidental.
Fuera de la Fundación Comcast, Comcast ofrece internet a bajo costo a muchas familias de bajos ingresos. Comcast ofrece internet de bajo costo y servicio de cable a las escuelas, subvencionado por los consumidores en general de banda ancha a través del gobierno de los Estados Unidos E-Rate programa. Los críticos han señalado que muchos de los partidarios más fuertes de negocios de Comcast han recibido una importante financiación de la Fundación Comcast.

## Historia

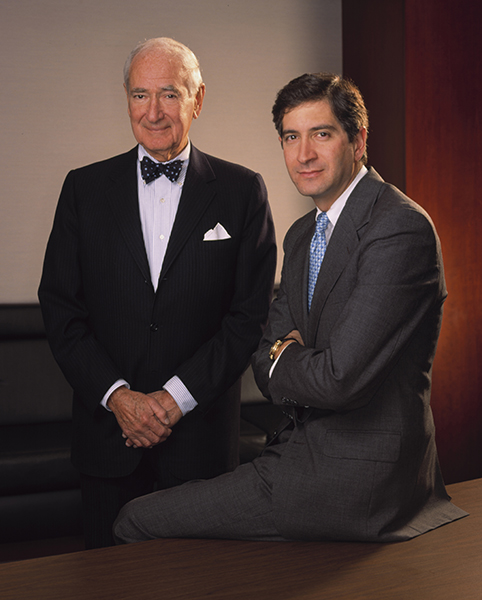
Ralph J. Roberts, el fundador de Comcast, con su hijo Brian L. Roberts, en su sede de Filadelfia en 1999

### American Cable Systems
En 1963, Ralph J. Roberts, junto con sus dos socios comerciales, Daniel Aaron y Julian A. Brodsky, compraron American Cable Systems como una escisión corporativa de su matriz, Jerrold Electronics, por 500.000 dólares estadounidenses. En ese momento, American Cable era un pequeño operador de cable en Tupelo, Misisipi, con cinco canales y 12.000 clientes. En 1965, American Cable Systems compró Storecast Corporation of America, una empresa de marketing especializada en colocación de productos en supermercados. En 1968, American Cable Systems adquirió su primera franquicia de Muzak, una marca de música ambiental que se reproducía en tiendas minoristas. Storecast era cliente de Muzak.

### Comcast

Logo de Comcast desde 1969 hasta 2000

La empresa se reincorporó en Pensilvania el 5 de marzo de 1969, bajo el nuevo nombre de Comcast Corporation. La oferta pública inicial de Comcast ocurrió el 29 de junio de 1972, con una capitalización de mercado de $3,010,000 dólares. En 1977, HBO se lanzó por primera vez en un sistema Comcast con 20.000 clientes en el oeste de Pensilvania, con una vista previa gratuita de cinco noches y una tasa de suscripción del 15%. En 1986, Comcast compró el 26% de Group W Cable, una empresa de radiodifusión, duplicando su número de suscriptores a 1 millón. También ese año, Comcast realizó una inversión fundacional de 380 millones de dólares en QVC. En 1988, Comcast pudo comprar una participación del 50% de SCI Holdings en un acuerdo conjunto con Tele-Communications Inc. Comcast también adquirió American Cellular Network Corporation en 1988 por 230 millones de dólares, marcando la primera vez que se convirtió en un operador de telefonía móvil.

### Aumento de la cuota de mercado (1990–2001)
En febrero de 1990, el hijo de Ralph Roberts, Brian L. Roberts, sucedió a su padre como presidente de Comcast. Dos años más tarde, la división móvil de la compañía, Comcast Cellular, compró una participación mayoritaria en los intereses de telefonía celular de Metromedia en el área de Filadelfia, Metrophone. En 1994, Comcast poseía el 50% de las acciones de la compañía de comunicaciones por cable Garden State Cable, que en ese año prestaba servicio a aproximadamente 195,000 suscriptores. Ese mismo año, Comcast se convirtió en el tercer operador de cable más grande de Estados Unidos, con alrededor de 3,5 millones de suscriptores, tras la compra de la división estadounidense de Maclean-Hunter por 1.270 millones de dólares.
Comcast ofreció conexión a Internet por primera vez en 1996, con su participación en el lanzamiento de la @Home Network. También en 1996, Comcast formó Comcast Spectacor, que se convirtió en propietario de los Philadelphia Flyers. En 1997, Microsoft invirtió mil millones de dólares estadounidenses en Comcast y la compañía lanzó su servicio de televisión digital. Ese mismo año, en asociación con The Walt Disney Company, Comcast obtuvo una participación controladora del 50,1% en E! Entertainment. El 31 de diciembre de 1997, estaba disponible en las áreas de Filadelfia, Detroit, Baltimore, Condado de Orange, California, Sarasota y Union, Nueva Jersey.[cita requerida]
Las adquisiciones de cable de Comcast en 1997 fueron Jones Intercable, Inc. con 1 millón de clientes y una participación en Prime Communications con 430.000 suscriptores. En febrero de 1998, Comcast vendió su división británica a NTL por 600 millones de dólares, junto con la deuda de 397 millones de dólares de la división. En 1999, Comcast vendió Comcast Cellular a SBC Communications por 400 millones de dólares, liberándola de una deuda de 1.270 millones de dólares. También en 1999, Comcast adquirió Greater Philadelphia Cablevision, y lanzó Comcast University, así como el Comcast Interactive Capital Group.
En noviembre de 1999, Comcast compró Lenfest Communications, que en ese momento era el noveno operador de televisión por cable más grande y el mayor operador en el área de Filadelfia. Esto consolidó el control de Comcast sobre toda la región de Filadelfia y le permitió ganar aproximadamente 1,3 millones de suscriptores de cable adicionales. La compra de Lenfest también le proporcionó a Comcast el 50% restante de las acciones del operador de cable Garden State Communications, una compañía de la que Comcast ya poseía la mitad en sociedad con Lenfest durante años. Comcast reemplazó rápidamente al gerente general de diez años de Garden State con su propio ejecutivo, y finalmente Garden State dejó de operar bajo su propio nombre y se fusionó completamente para convertirse en parte de Comcast Corporation.

### La mayor proveedora de cable de EE. UU. (2001–presente)

Logo del nombre de la fusión propuesta en 2001

El logotipo de Comcast se introdujo el 12 de diciembre de 1999 y se utilizó desde 2000 hasta 2007.

Segundo logotipo de Comcast desde 2007 hasta 2013.

En 2001, Comcast anunció que adquiriría los activos del mayor operador de televisión por cable del momento, AT&T Broadband, por 44,500 millones de dólares estadounidenses. El nombre propuesto para la empresa fusionada fue "AT&T Comcast", pero las empresas finalmente decidieron mantener solo el nombre Comcast, y la empresa y los nuevos activos se reincorporaron en Pensilvania el 7 de diciembre de 2001. El 18 de noviembre de 2002, Comcast adquirió oficialmente todos los activos de AT&T Broadband, convirtiendo así a Comcast en la empresa de televisión por cable más grande de los Estados Unidos con más de 22 millones de suscriptores. Esto impulsó el inicio de Comcast Advertising Sales (utilizando el trabajo preliminar de AT&T), que luego pasaría a llamarse Comcast Spotlight y, en la actualidad, effectv, A Comcast Company. Como parte de esta adquisición, Comcast también adquirió el National Digital Television Center en Centennial, Colorado, como una subsidiaria de su propiedad absoluta, ahora conocida como el Comcast Media Center. En 2003, Comcast se convirtió en uno de los inversores originales de The Golf Channel. Después de que Excite@Home se declarara en bancarrota en octubre de 2001, Comcast se hizo cargo de proporcionar Internet directamente a los consumidores en enero de 2002.
El 11 de febrero de 2004, Comcast anunció una oferta de 54 mil millones de dólares por Disney, incluida la asunción de 12 mil millones de dólares de la deuda de Disney. El acuerdo habría convertido a Comcast en el mayor conglomerado de medios del mundo. Sin embargo, tras el rechazo de Disney y la respuesta incierta de los inversores, la oferta fue abandonada en abril. En 2004, Comcast vendió sus acciones de QVC a Liberty Media por 7900 millones de dólares.
El 8 de abril de 2005, una sociedad liderada por Comcast y Sony Pictures Entertainment finalizó un acuerdo para adquirir MGM y su estudio afiliado, United Artists, y creó un canal adicional para llevar el material de MGM/UA para distribución por cable e Internet. El 31 de octubre de 2005, Comcast anunció oficialmente que había adquirido Susquehanna Communications, un proveedor de servicios de banda ancha y televisión por cable con sede en el centro sur de Pensilvania y unidad de la antigua compañía Susquehanna Pfaltzgraff, por 775 millones de dólares en efectivo. Anteriormente, Comcast poseía aproximadamente el 30% de Susquehanna Communications a través de su empresa afiliada, Lenfest. En diciembre de 2005, Comcast anunció la creación de Comcast Interactive Media, una nueva división centrada en los medios en línea.
En julio de 2006, Comcast compró la empresa de software thePlatform, con sede en Seattle. Esto representó el ingreso a una nueva línea de negocios: la venta de software para permitir a las empresas gestionar sus esfuerzos de publicación de medios en Internet (y basados en IP).
El 3 de abril de 2007, Comcast anunció que adquiriría los sistemas de cable propiedad y operados por Patriot Media, una compañía privada propiedad del veterano de cable Steven J. Simmons, Spectrum Equity Investors y Spire Capital, que prestaba servicio a aproximadamente 81,000 suscriptores de vídeo por 483 millones de dólares.
Comcast anunció en mayo de 2007 y lanzó en septiembre de 2008 un panel de control llamado SmartZone que permitía a los usuarios realizar funciones móviles en línea. También estaba la protección contra el spam y phishing de Cloudmark y el antivirus Trend Micro. La libreta de direcciones es un software de Comcast Plaxo.
En mayo de 2008, Comcast compró Plaxo por una suma que oscilaba entre 150 y 170 millones de dólares.
Comcast ganó el premio Consumerist a la peor compañía de Estados Unidos ("Golden Poo") en 2010. Un trofeo de oro en forma de una o pila de heces humanas fue entregado a la sede corporativa de Comcast para conmemorar el nivel inigualable de hostilidad que emana de su base de clientes hacia su negocio. Comcast respondió de inmediato reconociendo públicamente el dudoso premio y citando los esfuerzos en curso para mejorar su servicio al cliente. Un esfuerzo por cambiar esto es una nueva aplicación llamada Tech ETA que permite a los clientes ver exactamente cuándo llegará un técnico.
El 21 de mayo de 2024, Comcast anunció Xfinity StreamSaver™, un paquete de streaming que combina Peacock, Netflix y Apple TV+ para clientes de Xfinity Internet y TV. Este paquete ofrece una suscripción a Netflix Standard con anuncios, Peacock Premium y Apple TV+, y prometía ahorros de más del 30 % o casi $100 dólares estadounidenses al año.

#### Compra de Adelphia
En abril de 2005, Comcast y Time Warner Cable anunciaron planes para comprar los activos de Adelphia Cable, la cual se encontraba en quiebra. Las dos compañías pagaron un total de 17600 millones de dólares bajo un acuerdo que se finalizó en el segundo trimestre de 2006, después de que la Comisión Federal de Comunicaciones de Estados Unidos (FCC) completara una investigación de siete meses sin plantear ninguna objeción. Time Warner Cable se convirtió en el segundo mayor proveedor de cable de Estados Unidos, detrás de Comcast. Como parte del acuerdo, Time Warner Cable y Comcast intercambiaron abonados existentes para consolidarlos en grupos geográficos más grandes.
En agosto de 2006, Comcast y Time Warner Cable disolvieron una sociedad 50/50 que controlaba los sistemas en los mercados de Houston, el suroeste de Texas, San Antonio y Kansas City bajo la marca Time Warner Cable. Después de la disolución, Comcast obtuvo el sistema de Houston y Time Warner se quedó con los demás. El 1 de enero de 2007, Comcast tomó oficialmente el control del sistema de Houston, pero continuó operando bajo la marca Time Warner Cable hasta el 19 de junio de 2007.

#### NBCUniversal

Logo de NBCUniversal desde 2011.

El 1 de octubre de 2009, los medios de comunicación comenzaron a informar que Comcast estaba en conversaciones para comprar NBCUniversal. Comcast negó los rumores al principio, mientras que NBC no quiso hacer comentarios al respecto. Sin embargo, la propia CNBC informó el 1 de octubre que General Electric estaba considerando escindir NBC Universal en una empresa separada que fusionaría la cadena de televisión abierta NBC y sus propiedades de cable como USA Network, Syfy y MSNBC, así como Universal Pictures, con los activos de contenido de Comcast. GE mantendría el control del 49% de la nueva empresa, mientras que Comcast poseería el 51%. Vivendi, que posee el 20%, tendría que vender su participación a GE. Se informó que, según el acuerdo actual con GE, esto ocurriría en noviembre o diciembre. También se informó que Time Warner estaría interesada en presentar una oferta, hasta que el director ejecutivo Jeffrey L. Bewkes negó directamente su interés, abandonado la oferta en solitario. El 1 de noviembre de 2009, The New York Times informó que Comcast se había acercado a un acuerdo para comprar NBCUniversal y que podría hacerse un anuncio formal en algún momento de la semana siguiente.

Logo usado desde el 28 de enero de 2013 hasta el 10 de enero de 2024

Tras un acuerdo provisional el 1 de diciembre, Las partes anunciaron que Comcast compraría una participación de control del 51% en NBC Universal, incluyendo a Universal Pictures, por 6500 millones de dólares en efectivo y 7,300 millones de dólares en programación el 3 de diciembre. GE se haría cargo de la participación restante del 49% en NBC Universal, utilizando $5800 millones de dólares para comprar la participación minoritaria del 20% de Vivendi en NBC Universal. El 18 de enero de 2011, la FCC aprobó el acuerdo por una votación positiva de 4 a 1. La transacción fue completada el 28 de enero de 2011. En diciembre de 2012, Comcast adoptó un nuevo logotipo corporativo, que incorpora el logotipo del pavo real de NBC para indicar su propiedad de la emisora. El 12 de febrero de 2013, Comcast anunció que adquiriría el 49% restante de la participación de General Electric en NBCUniversal, en un acuerdo valorado en aproximadamente $16.7 mil millones de dólares. La adquisición fue completada el 9 de marzo de 2013.
Comcast informó que las ganancias netas del tercer trimestre de 2020 cayeron un 37 por ciento a $2.02 mil millones de dólares estadounidenses de los $3.22 mil millones del año anterior, en parte debido a las medidas de capacidad limitada por la pandemia de COVID-19 en parques temáticos como Universal Studios y salas de cine, con los ingresos cayendo un 4.8 por ciento. Con su parque temático en California cerrado desde marzo de 2020 y capacidad limitada de gente en ubicaciones en Florida y Japón, la compañía se vio obligada a despedir a varios de sus empleados; los ingresos de sus ubicaciones de parques temáticos cayeron un 81 por ciento a $311 millones de dólares de los $1.63 mil millones de dólares en 2019. En 2024, Comcast firmó un acuerdo con Starlink para proporcionar conectividad satelital a clientes comerciales en regiones con acceso limitado a la red.

#### Compra fallida de Time Warner Cable
El 12 de febrero de 2014, el diario Los Angeles Times informó que Comcast buscaba adquirir Time Warner Cable en un acuerdo valorado en $45.2 mil millones de dólares. El 13 de febrero, se informó que Time Warner Cable acordó la adquisición. Esto tenía como objetivo agregar varias áreas metropolitanas a la cartera de Comcast, como Nueva York, Los Ángeles, Dallas-Fort Worth, Cleveland, Columbus, Cincinnati, Charlotte, San Diego y San Antonio. Time Warner Cable y Comcast tenían como objetivo fusionarse en una sola compañía para fines de 2014 y ambos elogiaron el acuerdo, enfatizando las mayores capacidades de una red de telecomunicaciones combinada y la "creación de eficiencias operativas y economías de escala".
En 2014, los críticos expresaron su preocupación de que el acuerdo daría a Comcast un mayor poder de negociación en varias áreas, incluidas las tarifas de retransmisión con canales de televisión, y acuerdos de peering con proveedores de servicios de Internet.
Los críticos señalaron en 2013 que Tom Wheeler, el director de la FCC, que tiene que aprobar el acuerdo, es el ex director tanto de la mayor organización de lobby de cable, la Asociación Nacional de Cable y Telecomunicaciones, como del mayor lobby inalámbrico, CTIA (la Asociación Inalámbrica). Según Politico, Comcast "hizo donaciones a casi todos los miembros del Congreso que participan en su regulación". The U.S. Senate Judiciary Committee held a hearing on the deal on 9 de abril de 2014. El Comité Judicial de la Cámara planeó su propia audiencia. El 6 de marzo de 2014, la División Antimonopolio del Departamento de Justicia de los Estados Unidos confirmó que estaba investigando el acuerdo. En marzo de 2014, el presidente de la división, William Baer, se recusó porque estuvo involucrado en la adquisición anterior de NBCUniversal por parte de Comcast. Los fiscales generales de varios estados anunciaron su apoyo a la investigación federal. El 24 de abril de 2015, Jonathan Sallet, asesor general de la FCC, explicó que iba a recomendar una audiencia ante un juez administrativo, lo que equivaldría al colapso del acuerdo.
En agosto de 2015, Comcast anunció que aumentaría las velocidades de Internet para clientes de bajos ingresos de 5 Mbit/s a 10 Mbit/s, proporcionaría enrutadores inalámbricos gratuitos y pondría a prueba una iniciativa para aumentar el acceso a Internet para personas mayores de bajos ingresos. En septiembre de ese año, Comcast también lanzó Watchable, un competidor de YouTube. Variety consideró que la medida era un intento de atraer al mercado de los que estaban cancelando sus servicios de televisión por cable.

#### Artículo principal:DreamWorks Animation
El 28 de abril de 2016, Comcast anunció oficialmente que su división NBCUniversal adquiriría DreamWorks Animation por $3800 millones de dólares. La adquisición se completó el 22 de agosto de 2016; DreamWorks Animation se integró en NBCUniversal Film and Entertainment como parte de Universal Pictures. Universal se hizo cargo de la distribución de las películas de DreamWorks Animation a partir de 2019 con Cómo entrenar a tu dragón 3 después de que finalizara el acuerdo de DreamWorks Animation con 20th Century Fox.

#### Servicio celular
En septiembre de 2016, Comcast confirmó que lanzaría una red celular MVNO con Verizon Wireless. Se esperaba que el servicio, descrito como un «producto integrado de Wi-Fi y  red inalámbrica virtual», se lanzara a mediados de 2017. La asociación y la incorporación de la tecnología inalámbrica permitirían a Comcast ofrecer un cuádruple play de servicios. Incluyendo la oferta de Seguridad para el Hogar de Comcast, los clientes ahora tienen la opción de un quíntuple play. El servicio se anunció oficialmente el 6 de abril de 2017, como Xfinity Mobile.

#### Intento de adquisición de Fox y posteriormente de Sky
El 16 de noviembre de 2017, se informó que Comcast intentó comprar 21st Century Fox, luego de que 10 días antes se supiera que Disney había negociado con Fox la adquisición de los mismos activos. Al igual que Disney, el acuerdo incluía los estudios de cine y televisión de 20th Century Fox, los canales de televisión por cable y por satélite, incluidas FX Networks, National Geographic Partners, Fox Sports Networks y canales internacionales como Star India. No incluiría las unidades Fox Broadcasting Company, Fox Television Stations, Fox Sports y Fox News, que se escindirían en una nueva empresa independiente, la cual más tarde se nombró Fox Corporation desde su lanzamiento en 2019.
Sin embargo, el 11 de diciembre de 2017, Comcast retiró oficialmente la oferta, diciendo que "nunca obtuvimos el nivel de compromiso necesario para hacer una oferta definitiva". El 14 de diciembre, Disney confirmó oficialmente su adquisición de 21st Century Fox por 52.4 mil millones de dólares estadounidenses en acciones, la cual en ese momento pendiente de revisión por parte de la División Antimonopolio del Departamento de Justicia de los Estados Unidos.
El 5 de febrero de 2018, un nuevo informe de CNBC afirmaba que, a pesar del acuerdo Disney/Fox, Comcast estaba considerando superar la oferta de Disney de 52.4 mil millones de dólares una vez que se concretara la fusión AT&T-Time Warner, después de que la División Antimonopolio del Departamento de Justicia presentara una demanda para bloquear la fusión el 20 de noviembre de 2017.
El 27 de febrero de 2018, Comcast ofreció comprar una participación del 61% en Sky plc a un valor de £12,50 euros por acción, aproximadamente £22.1 mil millones de euros. 21st Century Fox, que poseía una participación del 39% en Sky, había rechazado previamente una oferta de adquisición de $60 mil millones de dólares de Comcast a favor de su acuerdo con Disney, debido a preocupaciones anticompetitivas. El director ejecutivo de NBCUniversal, Steve Burke, afirmó que la compra de Sky prácticamente duplicaría su presencia en los mercados de habla inglesa y permitiría sinergias entre las respectivas cadenas y estudios de NBCUniversal y Sky. Fox afirmó que «sigue comprometida con su oferta en efectivo recomendada por Sky» y que Comcast aún no había presentado una "oferta en firme".
El 12 de abril, el Panel de Adquisiciones y Fusiones dictaminó que Disney tenía que adquirir la totalidad de Sky dentro de los 28 días siguientes a la adquisición total de Fox si la adquisición de Sky por parte de esta última no se completaba en el momento en que se realizó la fusión, o si la contraoferta de Comcast no era aceptada. El 25 de abril de 2018, Comcast presentó su contraoferta formal por Sky plc, ofreciendo £12,50 euros por acción; Sky posteriormente retiró su recomendación de la oferta de Fox.
El 7 de mayo de 2018, Comcast anunció una posible oferta contra el esfuerzo de Disney por adquirir Fox después de hablar con bancos de inversión sobre la posibilidad de realizar una oferta en efectivo de 60 mil millones de dólares, pendiente de la aprobación de la fusión AT&T-Time Warner. Ocho días después, varios inversores de Fox expresaron interés en firmar un acuerdo con Comcast debido a su oferta en efectivo en comparación con la oferta de acciones de $52400 millones de dólares de Disney. El 5 de junio de 2018, el secretario de Cultura, Matt Hancock, autorizó las ofertas de 21st Century Fox y Comcast para adquirir Sky plc. La oferta de Fox estaba sujeta a la desinversión de Sky News. Ocho días después, Comcast anunció oficialmente una contraoferta de 65 mil millones de dólares estadounidenses para adquirir los activos de 21st Century Fox que Disney ofreció comprar.
El 15 de junio de 2018, la Comisión Europea dio luz verde a la oferta de Comcast para comprar Sky, alegando que, en términos de sus activos actuales en Europa, el impacto en la competencia sería limitado. Comcast incluyó un compromiso de 10 años con las operaciones y la financiación de Sky News similar al de la oferta de Disney. El 19 de junio de 2018, Disney acordó formalmente adquirir Sky News como parte de la oferta propuesta por Fox, con un compromiso de 15 años para aumentar su financiación anual de £90 millones de euros a £100 millones de euros.
Sin embargo, el 20 de junio de 2018, Disney y Fox anunciaron que habían modificado su acuerdo de fusión anterior, aumentando la oferta de Disney a $71 300 millones de dólares (una prima del 10% sobre la oferta de 65,000 millones de dólares de Comcast), ofreciendo al mismo tiempo a los accionistas la opción de recibir efectivo en lugar de acciones. El 27 de junio, el Departamento de Justicia de Estados Unidos dio la aprobación antimonopolio a Disney con la condición de vender los 22 canales deportivos regionales de Fox, a lo que la compañía accedió. Al día siguiente, los accionistas de Disney y Fox programaron el 27 de julio de 2018 como el día para votar sobre la venta de las propiedades de Fox a Disney, lo que le dio a Comcast tiempo suficiente para hacer una contraoferta más alta por los activos de Fox.
El 11 de julio de 2018, 21st Century Fox elevó su oferta para comprar los activos de Sky plc a 32 500 millones de dólares y 18.57 dólares por acción. En respuesta, Comcast aumentó su oferta a 34000 millones de dólares y 19.5 dólares por acción. Al mismo tiempo, Fox recibió autorización del gobierno británico para comprar Sky. El 18 de julio de 2018, Bloomberg informó que la junta directiva de Sky programó el 27 de julio de 2018 como el día en que los accionistas votarían sobre la venta de las propiedades de la empresa.
Sin embargo, el 12 de julio de 2018, el Departamento de Justicia presentó una notificación de apelación ante el Circuito de D.C. para revocar la aprobación del Tribunal de Distrito sobre la adquisición de Time Warner (después rebautizada como WarnerMedia) por parte de AT&T. Aunque los analistas decían que las posibilidades de que el Departamento de Justicia gane eran escasas, también declaraban que era el "último clavo en el ataúd de la persecución de Fox por parte de Comcast. Este es un claro regalo para Disney." Al día siguiente, el director ejecutivo de AT&T, Randall Stephenson, concedió una entrevista a la CNBC sobre la oferta de Comcast por Fox en la que declaró: «Probablemente no pueda evitarlo. Estamos en una situación en la que dos entidades están pujando por un activo, y este tipo de acción puede influir obviamente en el resultado de esas acciones».
El 16 de julio de 2018, CNBC informó que era poco probable que Comcast continuara su guerra de ofertas para adquirir Fox de Disney a favor de Sky. Tres días después, Comcast anunció oficialmente que abandonaba su oferta por los activos de Fox para centrarse en su oferta por Sky. El director ejecutivo de Comcast, Brian L. Roberts, dijo: «Me gustaría felicitar a Bob Iger y al equipo de Disney y elogiar a la familia Murdoch y a Fox por crear una empresa tan deseable y respetada». Ocho días después, los accionistas de 21st Century Fox acordaron vender la mayoría de sus activos a Disney por $71 300 millones de dólares. La venta abarcó la mayoría de los activos de entretenimiento de 21CF, incluidos 20th Century Fox, FX Networks y National Geographic Partners, entre otros.
El 22 de septiembre de 2018, Comcast superó la oferta de 21st Century Fox al aumentar su oferta por Sky plc a $40 mil millones de dólares estadounidenses, o 22.57 dólares por acción. El 25 de septiembre de 2018, Comcast compró una participación del 30% de Sky plc. Al día siguiente, el 26 de septiembre de 2018, Fox, con el consentimiento de su adquirente, vendió su participación del 39% a Comcast a cambio de 15 mil millones de dólares en efectivo. En octubre de 2018, Comcast adquirió posteriormente el resto de las acciones de Sky y la compañía dejó de cotizar en bolsa en noviembre. La fusión se completó el 7 de noviembre de 2018, cuando la compañía dejó de cotizar en bolsa después de convertirse en una subsidiaria y división de propiedad absoluta de Comcast.

### Inversiones posteriores, propuesta de escisión de varios activos de NBCU
El 20 de junio de 2022, Comcast adquirió Levl, una startup estadounidense-israelí que desarrolla tecnología que autentica dispositivos inalámbricos y puede ayudar a prevenir la piratería, por un valor estimado de 50 millones de dólares estadounidenses. Tras la adquisición, Comcast anunció que establecerá su primer centro de desarrollo en Israel.
En 2023, Comcast y Disney acordaron que Comcast vendería su participación del 33% a Hulu (el servicio posee una audiencia aproximada de 48 millones de suscriptores). El servicio de streaming está valorado en $27 500 millones de dólares en este acuerdo y parte de los ingresos del trato se utilizarían para recomprar acciones de Comcast.
El 31 de octubre de 2024, Mike Cavanagh anunció en la conferencia sobre los resultados del tercer trimestre de 2024 de la compañía que consideraría escindir sus canales de TV por cable. El 20 de noviembre de ese mismo año, la empresa anunció que había dado luz verde a la escisión. La entidad estaría formada por las cadenas de cable estadounidenses de NBCU, entre ellas USA Network, CNBC, MSNBC, Oxygen, E!, Syfy y Golf Channel, junto con las filiales digitales de la empresa, como Fandango, SportsEngine, Rotten Tomatoes y GolfNow. NBCU conservará la cadena NBC, Telemundo, Bravo, Peacock, Hayu, las divisiones NBC Sports y NBC News, así como los negocios de entretenimiento fílmico, estudios de televisión y parques temáticos de NBCU. La entidad separada, clasificada como una escisión libre de impuestos, está programada para completarse en 2025, a la espera de la aprobación regulatoria. Esto coincidió con el ascenso de Donna Langley para dirigir el Entertainment & Studios Group, así como Matt Strauss fue promovido a presidente, mientras que Mark Lazarus y Anand Kimi planean dimitir tras la finalización de la escisión para dirigir la entidad separada. El 6 de mayo de 2025, se anunció que la empresa sería denominada «Versant».